# Landkreis Uelzen
Landkreis Uelzen är ett distrikt i Niedersachsen, Tyskland. Distriktet ligger i de östra delarna av Niedersachsen.

## Administrativ indelning
I förvaltningsrättslig mening finns i modern tid ingen skillnad mellan begreppet Stadt (stad) gentemot Gemeinde (kommun).

### Einheitsgemeinden
| - Bienenbüttel | - Uelzen (stad) |  |  |

### Samtgemeinde
| - Samtgemeinde Aue | - Samtgemeinde Bevensen-Ebstorf | - Samtgemeinde Rosche | - Samtgemeinde Suderburg |